# 미헤일 사카슈빌리
미헤일 니콜로지스 제 사카슈빌리(조지아어: მიხეილ ნიკოლოზის ძე სააკაშვილი [miˈχɛil ˈsɑːkʼɑʃvili], 우크라이나어: Міхеі́л Микола́йович Саакашві́лі  미헤일 미콜라요비치 사카슈빌리[*], 문화어: 미하일 싸아까슈빌리, 1937년 9월 21일 ~ )는 조지아와 우크라이나의 정치인이자 법학자이다. 통합국민운동당의 창시자이자 전 당의장인 사카슈빌리는 2004년부터 2013년까지 연이어 조지아의 대통령직을 수행하였다., 2015년부터 2016년까지는 우크라이나 오데사주의 주지사를 지냈다.
1995년에 조지아 정계에 뛰어든 사카슈빌리는 2003년, 정치 동맹인 니노 부르자나제와 주라브 즈바니아가 이끈 무혈 장미 혁명으로 당시 조지아 대통령 에두아르드 셰바르드나제가 사임한 후인 2004년, 조지아의 대통령에 당선되었다. 2008년 조지아 대선에서 재선하면서 대통령직을 두 번 수행한 사카슈빌리는 첫 번째 임기 때는 큰 곤경에 빠져 어려움을 겪었지만, 두 번째 임기 때는 연평균 GDP 10%가 넘는 높은 경제 성장률과 풍토병의 급격한 감소를 이뤄내며 높은 평가를 받았다. 사카슈빌리 정권의 주요 외교 정책은 친 북대서양 조약기구, 친서방이었으며, 권위주의 색깔이 짙은 행보와 선거 부정 의혹으로 야권의 비난을 받았음에도 2010년, 67%라는 높은 지지율을 얻어냈다.
2012년에 열린 조지아 총선에서는 거물 비지나 이바니슈빌리가 이끄는 조지아의 꿈-민주 조지아에게 자신의 당이 패배했음을 인정했다. 조지아 헌법에 따라 2013년 대통령 선거에서 3선이 금지되면서 조지아의 꿈-민주 연합의 후보 기오르기 마르그벨라슈빌리가 사카슈빌리의 뒤를 이어 차기 조지아 대통령직을 수행하게 되었다. 선거 직후 사카슈빌리는 조지아를 떠났는데, 조지아의 새 정부가 여러 범죄 혐의로 사카슈빌리는 수배하면서 조지아의 새 정부와 큰 마찰을 빚게 되었다. 우크라이나의 유로마이단 운동과 2014년 우크라이나 혁명의 열렬한 지지자였던 사카슈빌리는 2015년, 우크라이나 대통령 페트로 포로셴코의 신망을 얻어 오데사주 주지사에 임명되었다. 우크라이나 국적을 부여받은 그는 이중국적 제한하는 조지아법에 따라 조지아 시민권을 박탈당했다. 2016년, 사카슈빌리는 오데사와 우크라이나에서 부패를 조장한 포로셴코 대통령을 크게 비난하면서 주지사직을 내려놓았다. 2017년, 페트로 포로셴코 정부 때문에 우크라이나 시민권을 박탈당하고 무국적자가 된 그는 2019년, 볼로디미르 젤렌스키가 시민권을 회복해주면서 우크라이나로 돌아왔다. 2021년 10월, 불법으로 조지아에 돌아오는 바람에 입국과 동시에 조지아 당국에 체포되었다.

## 어린 시절과 정치 경력
1967년 12월 21일 소련령이던 조지아 SSR의 수도 트빌리시에서 태어났다. 대학 재학 중이던 1989~1990년 소련 국경경비대에서 단기 병역을 마쳤다. 1992년 우크라이나 키이우 대학교로 유학하여 국제관계학을 공부하기도 하였다. 1994년 컬럼비아 법학대학원을 졸업하고 미국 뉴욕의 로펌에서 근무하던 중 주라브 즈바니아의 제의를 받아 정치에 입문하여 1995년 12월 선거에 조지아 시민 연합 소속으로 출마, 조지아 의회의 의원으로 당선되었다.
그는 의원직 재임 동안 적극적인 인권 옹호 활동으로 이름을 알렸으며 2000년 10월에는 에두아르드 셰바르드나제 대통령 정부의 법무부 장관이 되어 형사 사법 개혁에 앞장서기도 하였다. 그러나 2001년 9월 5일 국가에 만연한 부패를 비판하며 장관직에서 사임하였고 10월 민족주의적 성향이 가미된 중도우파 정당인 통합국민운동당을 창당하여 조지아 개혁 운동에 초점을 맞춘다.

## 조지아의 대통령

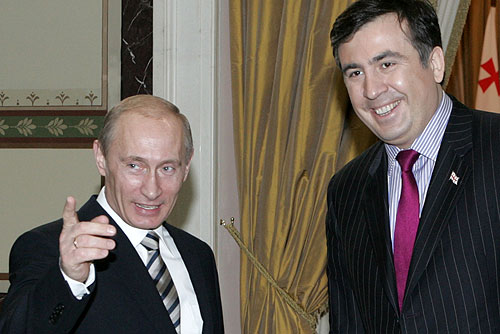
블라디미르 푸틴과 함께 (2008년)

2003년 11월 조지아 총선 이후 부정선거 논란을 계기로 대규모 반정부 시위가 이어졌고, 결국 에두아르트 셰바르드나제 대통령이 퇴진하며 무혈 혁명이 완성되었다. 사카슈빌리는 그와 그의 정치적 동지인 니노 부르자나제(ნინო ბურჯანაძე) 및 주라브 주바니아(ზურაბ ჟვანია)와 함께 이 장미 혁명을 주도하였고, 2004년 1월 대선에서 압도적인 득표율로 승리하며 1월 25일 36세의 나이로 대통령직에 올랐다.
4년 후인 2008년 1월 5일의 선거에서 과반 득표를 얻으며 재선되었지만, 재임 후기에 그는 조지아의 야권과 시민들로부터 지지를 잃고 있으며, 심지어는 외출도 맘 놓고 하지 못하는 상태에 놓여 있었다. 3선에 실패하자 2013년 11월 17일에 대통령이 된 지 9년 만에 퇴임한다. 그는 재임 기간 마지막 해에 권력 남용과 사기 혐의로 기소되었고, 3선에 실패한 후 우크라이나로 망명한다.

## 우크라이나의 정치가
사카슈빌리는 유로마이단으로 출범한 페트로 포로셴코 정권의 조언자가 되었다. 조지아 당국은 2015년 2월 사카슈빌리의 본국 소환을 시도했으나, 우크라이나는 이에 응하지 않았다. 동년 5월 29일, 사카슈빌리는 우크라이나 시민권을 얻었으며 바로 그 다음날 오데사주지사에 임명되었다.
동년 6월 1일, 사카슈빌리는 "예정되어 있는 수감"을 피하기 위해 (3일 전에) 조지아의 시민권을 포기했다고 밝혔다. 우크라이나 헌법은 우크라이나 국민을 타국에 인도하여 처벌받게 하는 것을 금하고 있다.
2016년 주지사 직에서 해임되었고, 2017년에 우크라이나 국적이 박탈되었다. 폴란드를 경유해 입국한 뒤 국적박탈은 무효라는 소송을 냈다. 우크라이나 정부는 그를 폴란드로 송환했고 아내의 출신국인 네덜란드로 이주했다. 2019년 7월 볼로디미르 젤렌스키 대통령이 국적을 회복시켰다.
2013년, 조지아 외부로 망명한 이후 조지아 밖을 떠돌아다니던 사카슈빌리는 2021년 10월 불법으로 고국에 돌아온 후 체포되었다.

## 역대 선거 결과
| 선거명      | 직책명          | 대수 | 정당           | 득표율 | 득표수      | 결과 | 당락 |
| ----------- | --------------- | ---- | -------------- | ------ | ----------- | ---- | ---- |
| 2004년 선거 | 조지아의 대통령 | 3대  | 통합국민운동당 | 96.0%  | 1,692,728표 | 1위  |      |
| 2008년 선거 | 조지아의 대통령 | 3대  | 통합국민운동당 | 54.73% | 1,060,042표 | 1위  |      |